# MaK G 700 C
Die MaK G 700 C ist eine dreiachsige dieselhydraulische Lokomotive des Herstellers Maschinenbau Kiel, die für den schweren Rangier- und mittleren Streckendienst konzipiert ist. Sie wurde im Zusammenhang mit der MaK G 500 C gebaut und war die leistungsstärkere von beiden Lokomotivtypen. Die Loks besitzen im deutschen Fahrzeugeinstellungsregister die Nummer 98 80 0263.

## Entwicklung
Als Weiterentwicklung der MaK 450 C entstand diese Lokomotive ab 1966 bei MaK in Kiel, ebenso wie die leistungsschwächere Variante MaK G 500 C. Beide sind von den Abmaßen gleich, die MaK G 700 C besitzt eine größere Motorleistung, die durch einen Turbolader erreicht wird. 
Die 14 Lokomotiven wurden bevorzugt an größere Betriebe ausgeliefert. Sie zählen zur zweiten Generation von MaK- bzw. Vossloh-Loks. Gegenüber der vorherigen Generation besitzen sie eine Kraftübertragung über Gelenkwellen. Durch das Bezeichnungsschema wird die Kraftübertragungsart, das Leistungsprogramm (in etwa die Motorleistung in PS) und die Achsfolge zum Ausdruck gebracht. 

## Technik
Die Lokomotiven sind Vorbauten-Lokomotiven mit einem längeren Maschinenvorbau und einem kürzeren Hilfsmaschinenvorbau sowie einem Mittelführerstand. 
Als Antriebsmotor wurde ein Sechszylinder-Viertakt-Dieselmotor verwendet. Das Getriebe ist das Voith L 4r4.

## Einsatz
Die Lokomotiven wurden für den Rangierdienst und Übergabeleistungen in größeren Betrieben, besonders in der Montanindustrie, verwendet. Vier Loks wurden an Erstkunden nach Luxemburg ausgeliefert, jeweils eine ging nach Österreich und Italien. In der Zwischenzeit sind einige Lokomotiven an weitere ausländische Betriebe verkauft worden: Eine Lok gelangte an einen Zwischenhändler aus Belgien, eine weitere nach Italien und eine G 700 C ist heute in Slowenien im Einsatz.
Größter Kunde bei MaK war die Aciéries Réunies de Burbach-Eich-Dudelange S. A., kurz ARBED, aus Luxemburg mit vier gelieferten Maschinen. Drei Fahrzeuge sind noch bei ihren ursprünglichen Besitzern oder deren Rechtsnachfolgern.
Vier der Lokomotiven haben im deutschen Fahrzeugstellungsregister eine NVR-Nummer erhalten sowie eine weitere im österreichischen Register.
Ein Großteil der G 700 C ist trotz ihres Alters im Jahr 2025 noch vorhanden, lediglich zwei Maschinen wurden 2014 und 2021 verschrottet.
| Liste der MaK G 700 C |                  |         |                                             |                                                   |                          |  |
| Fabriknummer          | NVR              | Baujahr | Erster Eigentümer                           | Aktueller Eigentümer                              | Anmerkungen und Verbleib |  |
| 500043                | -                | 1966    | ARBED (Luxemburg) „36“                      | SES Aus- und Fortbildung                          |                          |  |
| 500044                | -                | 1966    | ARBED (Luxemburg) „38“                      | Daxi S.A. (Belgien)                               | Verbleib (?)             |  |
| 500046                | -                | 1967    | ARBED (Luxemburg) „37“                      | MEG Märkische Eisenbahn-Gesellschaft „25“ (2000)  |                          |  |
| 500047                | -                | 1967    | HIP Hüttenwerke Ilsede-Peine „31“           | Euro Ferroviaria S.R.L. (Italien)                 | Verbleib (?)             |  |
| 500049                | -                | 1967    | ARBED (Luxemburg) „4“                       | ArcelorMittal Bremen „22“                         | verschrottet (2014)      |  |
| 500053                | -                | 1970    | VRS Verkehrsbetriebe Rhein-Sieg „3“         | -                                                 |                          |  |
| 500054                | 98 80 0263 007-3 | 1970    | WWW Wolff Walsrode „8“                      | Duisport Rail (2024)                              |                          |  |
| 500057                | 98 80 0263 008-1 | 1972    | Städtische Hafenbetriebe Neuss „IV“         | Technischer Handel Rentschler (2019)              |                          |  |
| 500058                | -                | 1972    | VRS Verkehrsbetriebe Rhein-Sieg „4“         | -                                                 |                          |  |
| 500067                | -                | 1975    | Krupp Stahl AG „831“                        | Luka Koper (Slowenien) „LK 2“ (2007)              |                          |  |
| 500068                | 98 80 0263 011-5 | 1975    | Krupp Stahl AG „283“                        | EVB „263 011“ (1981)                              |                          |  |
| 500069                | 98 45 0007 001-1 | 1977    | Voest-Alpine Montan AG (Österreich)         | GKB Granz-Köflacher Eisenbahn (Österreich) (2004) | verschrottet (2021)      |  |
| 500075                | 98 80 0263 013-1 | 1975    | MaK (Einsatz als Mietlok)                   | WHE „263 013“ (2019)                              |                          |  |
| 500076                | -                | 1976    | FUC Ferrovia Udine-Cividale (Italien) „405“ | -                                                 |                          |  |